# Locomotivas Baldwin
A seguir serão listadas as locomotivas  elétricas e diesel-elétricas fornecidas pela Baldwin Locomotive Works ou pela Whitcomb Locomotive Works (subsidiária) que rodaram ou rodam no Brasil.

## Diesel-Elétrica

### Baldwin
| MODELO | ANO DE PRODUÇÃO | FABRICANTE           | TOTAL | RODAGEM | MOTOR | POTÊNCIA | IMAGEM |
| ------ | --------------- | -------------------- | ----- | ------- | ----- | -------- | ------ |
| AS616  | 1952            | Baldwin-Westinghouse | 12    | C-C     | 608A  | 1.600 hp |        |
| AS616E | 1953-54         | Baldwin-Westinghouse | 25    | C-C     | 608A  | 1.600 hp |        |

### Whitcomb
| MODELO       | ANO DE PRODUÇÃO | FABRICANTE | TOTAL | RODAGEM | MOTOR              | POTÊNCIA | IMAGEM |
| ------------ | --------------- | ---------- | ----- | ------- | ------------------ | -------- | ------ |
| Whitcomb 60T | 1947            | Whitcomb   | 2     | B-B     | 2 xNHS             | 550 hp   |        |
| Whitcomb 66T | 1949            | Whitcomb   | 30    | C-C     | VDS-8-S            | 650 hp   |        |
| Whitcomb 94T | 1949            | Whitcomb   | 15    | A1A-A1A | 2 x Viking VDS-8-S | 1.300 hp |        |

## Elétricas
| MODELO  | ANO DE PRODUÇÃO | FABRICANTE           | TOTAL | RODAGEM | POTÊNCIA | IMAGEM |
| ------- | --------------- | -------------------- | ----- | ------- | -------- | ------ |
| C+C     | 1921 e 1927-28  | Baldwin-Westinghouse | 10    | C-C     | 1.521 hp |        |
| 1-B+B-1 | 1921 e 1925     | Baldwin-Westinghouse | 3     | 1-B+B-1 | 1.627 hp |        |